# 杨美真
杨美真（1904年—1991年4月12日），女，湖北省孝感县城东南郊杨家村人，中华民国及中华人民共和国政治人物，中国民主建国会创始人之一。

## 生平
1930年，杨美真自上海沪江大学毕业。同年到中华妇女节制会工作，任宣传处处长、副总干事。1934年8月，杨美真作为中国妇女代表，到英国伦敦出席世界妇女节制大会。会后，从英国赴美国留学。1936年获得美国宾夕法尼亚大学社会学硕士学位。1936年9月回中国，历任北平女青年会总干事、上海新生女子职业中学校长、成都妇女赈济工业社社长、成都华西金陵男子大学副教授、贵阳女青年会总干事、重庆儿童营养会营养研究组主任、上海妇女节制会总干事。
抗日战争时期，杨美真参加抗日救亡运动。1945年8月抗日战争胜利后，民主人士黄炎培、胡厥文、杨卫东等人与章乃器发起组织民主建国会。杨美真是核心小组成员之一。1945年12月15日，民主建国会成立大会在重庆举行，杨美真被推选为监事。1946年，民主建国会迁到上海。1947年，民主建国会被中国国民党当局宣布为非法组织，被迫转入地下活动。不久，杨美真与丈夫章乃器等人到香港，继续反对蒋介石的独裁统治，争取和平与民主。
1948年8月，中共中央发表“五一”劳动节口号。杨美真及民主建国会负责人黄炎培等人很快响应。1949年春，杨美真等人陆续抵达北平。1949年4月15日，毛泽东在香山双清别墅举办宴会，邀黄炎培、施复亮、孙超猛、章乃器及夫人杨美真等十一位民主建国会负责人共商国是。这是杨美真首次见到毛泽东。同年5月26日晚，周恩来举行宴会，邀请杨美真等十二人共同商谈民主建国会的前途及任务。
1949年5月，杨美真参加全国青年代表大会。1951年，杨美真参加中央人民政府卫生部部长李德全率领的代表团，到朝鲜调查美军细菌战罪行。1953年，参加贺龙率领的中国人民第三届赴朝鲜慰问团，1955年，被全国妇联派到民主德国参加世界妇女节制会会议。1953年、1957年先后参加第二次、第三次全国妇女代表大会。
1957年，杨美真的丈夫章乃器在反右运动中遭到严厉批判。1957年7月17日《人民日报》发表了章乃器的前妻胡子婴写的揭发文章《我所了解的章乃器》，这给杨美真极大震撼。中国民主建国会派人来医院，要杨美真离开医院，回中国民主建国会机关揭发章乃器。杨美真没有答应，并说：“我从未听到过他对党有什么不满的话。”杨美真因此遭批判，因“她跟丈夫章乃器站在同一反动立场上”。杨美真又被动员与章乃器离婚，但她仍没有答应。由于受到政治压力很大，1957年10月，杨美真带着孩子搬离章乃器居住的北京灯草胡同三十号四合院，与章乃器分居。但她仍经常回灯草胡同三十号四合院探望章乃器。当时杨美真带着孩子住在北京张自忠路附近的汪芝麻胡同的一个大院，大院里还住着经济学家吴大琨（1930年代曾任章乃器秘书）。因没有与“大右派”章乃器划清界限，杨美真被打成“右派分子”，调到全国政协图书馆当管理员。后来，聂绀弩的夫人周颖时常陪杨美真回灯草胡同三十号，想让杨美真与章乃器夫妇重归于好，杨美真也曾给章乃器写信表达重归于好的意思，但章乃器一直没回心转意。后来章乃器在跳舞时结识了中学音乐教员王者香，并于1964年结婚。
杨美真曾任中国民主建国会中央秘书处副处长，中国民主建国会会务推进委员会常委、总会委员会常委，第一、二、三、四届中央委员，第一、三、四届中央常委、中央咨议委员会常委。1988年离职休养。
1991年4月12日，杨美真在北京病逝，享年87岁。

## 家庭
- 前夫：章乃器